# Jean Perrot (Politiker)

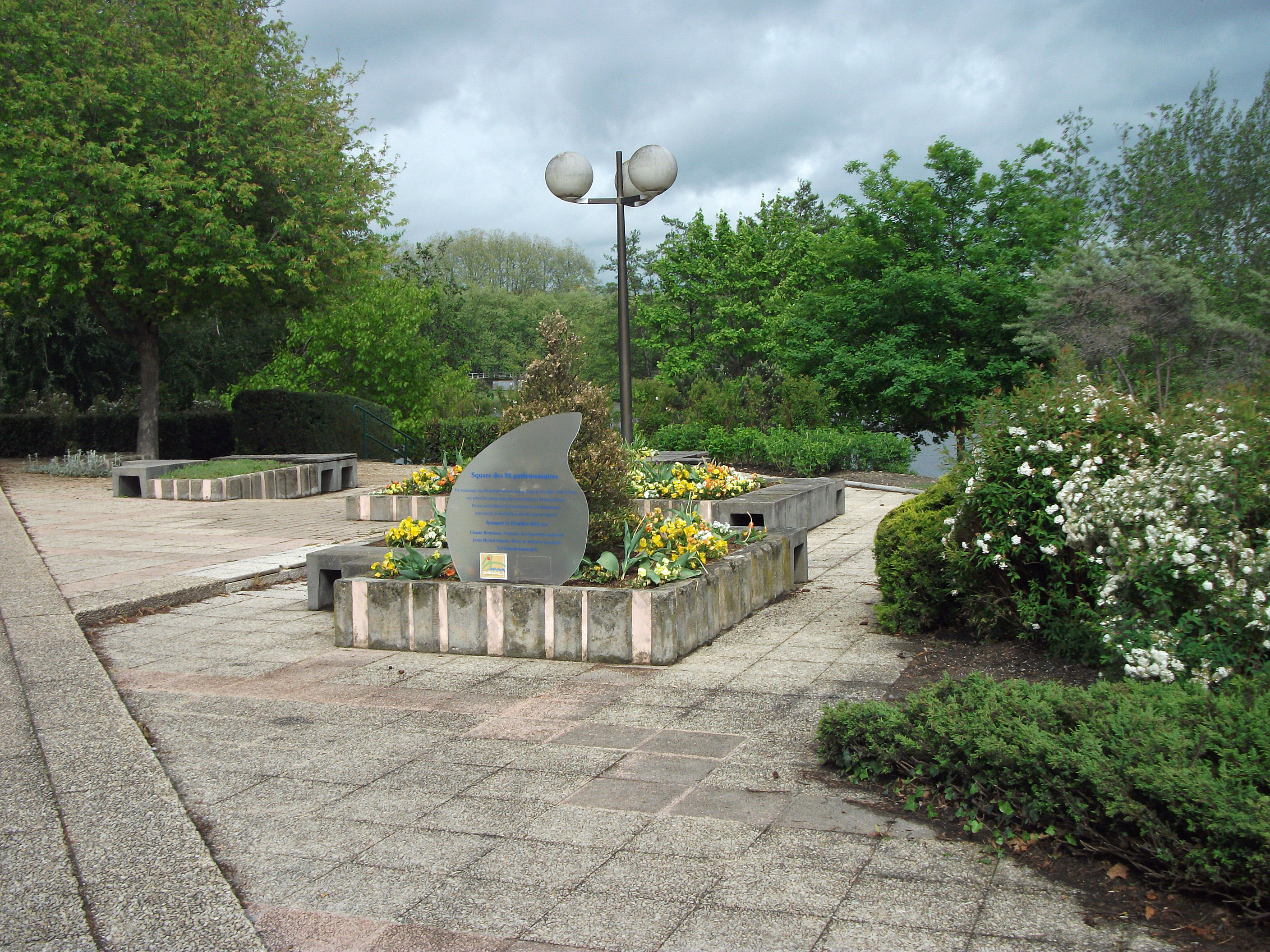
Bellerive-sur-Allier; Square des 80 Parlementaires

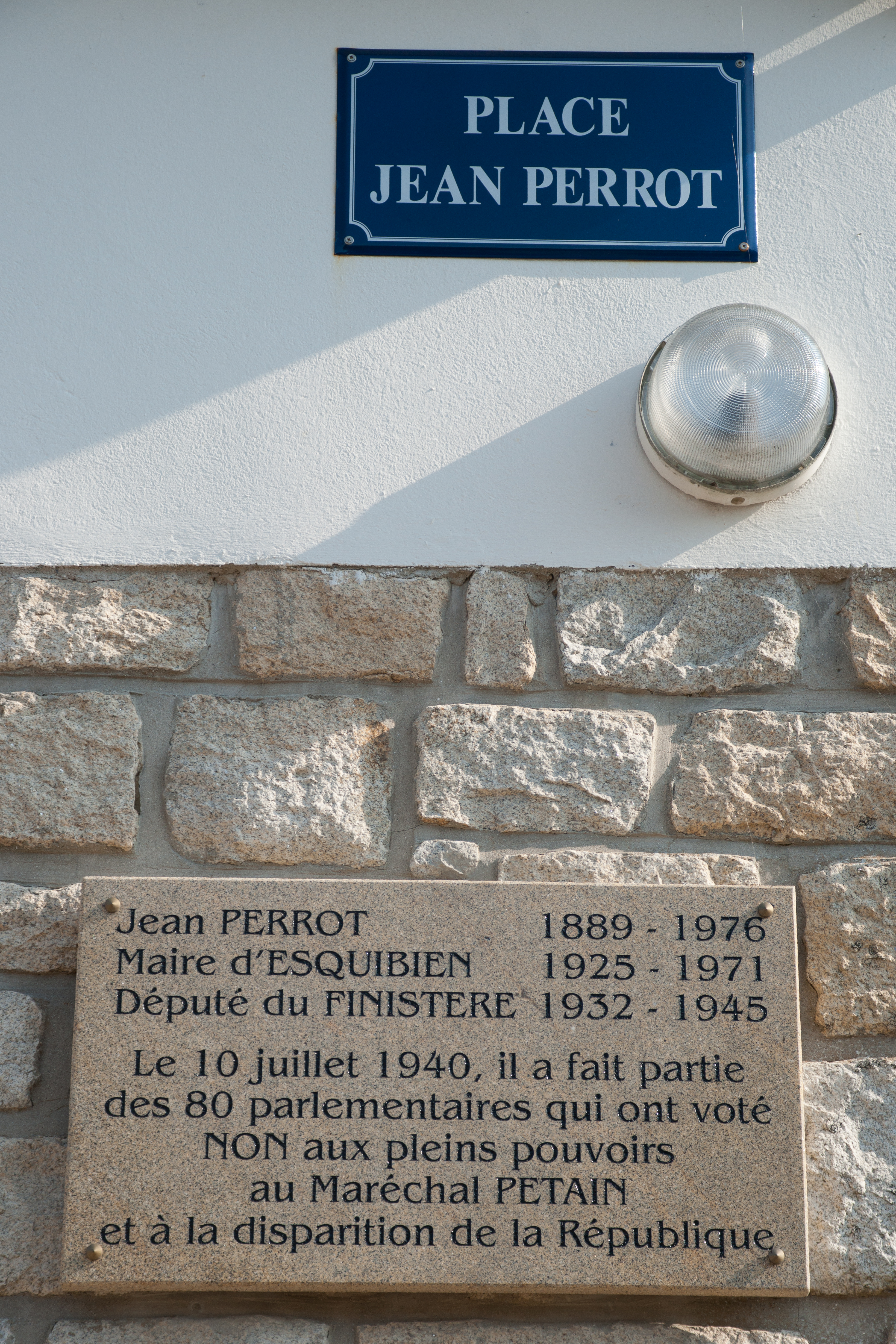
Esquibien, Place Jean Perrot

Jean Perrot (* 7. Juni 1889 in Esquibien; † 22. Januar 1976 ebenda) war ein französischer Politiker der Dritten Republik. Er gehörte zu den „quatre-vingts“, also den achtzig Parlamentariern, die Marschall Philippe Pétain am 10. Juli 1940 die diktatorischen Vollmachten verweigerten.

## Leben
Jean Perrot stammte aus einer Familie von Landwirten und ergriff selbst diesen Beruf. Im Ersten Weltkrieg erhielt er für seine Tapferkeit das Croix de guerre 1914–1918 mit sechs Belobigungen. 1925 wurde er zum Bürgermeister von Esquibien und 1932 zum Abgeordneten für das Département Finistère gewählt. Perrot gehörte im Parlament der führenden Partei der Dritten Republik, der Parti républicain, radical et radical-socialiste (PRRRS) an; einer Partei, die trotz ihres Namens die politische Mitte vertrat.
Er gehörte zu den fünfzehn Abgeordneten aus der Bretagne, die ein „Programm der Bretonischen Front“ unterzeichneten, das auf die Gründung einer bretonischen Fraktion in der Abgeordnetenkammer abzielte und sich für Gesetze zur Regionalisierung der Institutionen oder für den Unterricht der bretonischen Sprache einsetzte.
Während des Wahlkampfs bekräftigte er auch seine Unterstützung für die von Aristide Briand geführte Außenpolitik. Er sprach sich dafür aus, dem Völkerbund militärische Stärke und die Befugnis zu wirtschaftlichen Sanktionen zu verleihen. Außerdem schlug er vor, die Frage der deutschen Reparationen mit der Frage der französischen Schulden bei den USA zu verknüpfen.
Der Abgeordnete Perrot gehörte dem Ausschuss für Handelsmarine, Kriegsmarine und ab 1933 auch für Landwirtschaft an. Er legte mehrere Vorschläge zur Unterstützung der Landwirte und der Fischerei vor, darunter einen Gesetzesvorschlag zur Ausweitung des Sozialversicherungsgesetzes von 1930 auf Seeleute und Fischer sowie einen weiteren Vorschlag zur Senkung der Benzinsteuer für landwirtschaftliche Maschinen. Er war Berichterstatter für mehrere Gesetzentwürfe, insbesondere für den Entwurf zur Ratifizierung des Internationalen Übereinkommens über den Walfang im Jahr 1933. 1934 wurde er zum Generalrat und 1936 erneut in die Abgeordnetenkammer gewählt.
Am 10. Juli 1940 stimmte er als einer von achtzig Abgeordneten gegen die erweiterten Vollmachten für Marschall Pétain.
Er wurde als Ritter der Ehrenlegion und des Ordre du Mérite agricole ausgezeichnet.